# Puteal Escriboniano
Puteal Escriboniano (em latim: Puteal Scribonianum – "Puteal Escriboniano") ou Puteal Libônio ou Puteal Libão (em latim: Puteal Libonis) era uma estrutura no Fórum Romano. Um puteal era uma clássica cabeceira de um poço, circular ou quadrada, colocada acima da abertura para evitar que as pessoas caiam dentro dele.

## História
O Puteal Escriboniano foi dedicado ou restaurado por um membro da família dos Libões da gente dos Escribônios, provavelmente Lúcio Escribônio Libão, pretor peregrino em 204 a.C., ou Lúcio Escribônio Libão, tribuno da plebe em 149 a.C. O tribunal do pretor se reunia nas imediações, mas foi removido do Comício no século II a.C. Era, por isso, o local onde litigantes, agiotas e negociantes se encontravam.
De acordo com as fontes antigas, o Puteal Escriboniano era bidental — um local que foram atingido por um raio. Seu nome deriva de  uma semelhança com uma pedra de sarjeta ou da amurada à volta de um poço (puteus) que ficava entre o Templo de Castor e Pólux e o Templo de Vesta, perto do Pórtico de Júlia e do Arco de Fábio. Nada restou deste puteal e nenhum fragmento foi encontrado. Acreditava-se no passado que um círculo irregular de blocos de travertino encontrado perto do Templo de Castor era parte da estrutura, mas esta ideia foi abandonada no século XX.
Uma moeda cunhada em 62 a.C. por Lúcio Escribônio Libão (cônsul em 34 a.C.) mostra o puteal, que acabara de ser reformado. Ele parece um cipo (monumento sepulcral) ou um antigo altar, com guirlandas, duas liras e um par de pinças de ferreiro abaixo da guirlanda. As pinças podem ser as de Vulcano, seu emblema como criador dos raios.